# Grafologia (psychologia)
Grafologia (psychologiczna analiza pisma) – dziedzina psychologii zajmująca się ustalaniem związków między grafizmem  a  dominantami osobowościowymi. Grafologia jako technika projekcyjna ma swoje naukowe podstawy w psychologii ekspresji i wyrazu.
Grafolodzy badając pismo biorą pod uwagę szereg czynników, m.in. nacisk pisma, wielkość, szerokość i pochylenie pisma, odległości między literami, wyrazami i wersami, sposób wiązania liter, linearność pisma,  stosunek wielkościowy poszczególnych stref pisma, rytm i jakość formy pisma, jego żywotność, tempo pisania itp.

## Historia
Francuski badacz pisma i jezuita Jean Hipolit Michon (1806–1881) jako pierwszy wprowadził do powszechnego stosowania termin Grafologia  oraz opracował podstawowe zasady psychologicznej analizy pisma w oparciu o stworzony przez siebie katalog cech pisma zawierający 360 zmiennych. Jego badania kontynuował i udoskonalił Juliusz Crepieux-Jamin (1858–1940) odkrywając, że cechy pisma należy badać wiązkami, tzw. syndromami, a nie pojedynczo. Wniosek ten położył podwaliny pod współczesną analizę pisma. Juliusz Crepieux-Jamin przebadał tysiące próbek pisma i uzasadnił w oparciu o psychologię ekspresji psychologiczną interpretację cech pisma. Na przełomie XIX i XX w. powstał drugi, równie dynamiczny ośrodek rozwoju grafologii w Europie. Były nim Niemcy. Wielu tamtejszych uczonych połączyło swe siły w odkrywaniu tajników grafologii zakładając Niemieckie Towarzystwo Grafologiczne. Najbardziej znaczącą postacią spośród nich był psycholog i filozof Ludwig Klages, który zajął się badaniem zależności między mową, mimiką a pismem.

## Grafologia w ujęciu międzynarodowym
Szczególnie bogaty dorobek naukowy w obszarze badań pisma reprezentują poza francuską grafologią między innymi takie szkoły grafologiczne jak: niemiecka, szwajcarska, włoska oraz hiszpańska. W polskim nurcie grafologii na uwagę zasługuje system grafologiczny prof. Henryka Gralskiego (założyciela Instytutu Grafologii Naukowej w przedwojennym Krakowie) oraz współczesna szkoła polska – Słownik terminów pismoznawczych "Jesiennych Szkół Empirycznych Badań Pisma Ręcznego" przy Instytucie Ekspertyz Sądowych w Krakowie.
W krajach takich jak Włochy, Francja czy Szwajcaria jej wyniki są uznawane w sądach  oraz są stosowane w terapii oraz  rekrutacji.

## Badania na temat skuteczności
Na gruncie polskim mamy sporą literaturę przedmiotu dotyczącą naukowych badań związku osobowości z grafizmem pisma. Dość  wymienić liczne publikacje psychologa dr Barbary Gawdy, w tym książki: Psychologiczna analiza pisma (1999) i Pismo a osobowość (2000), w których wykazuje w oparciu o badania naukowe, w tym również własne, związek wielu właściwości psychicznych z cechami graficznymi pisma. Badania były przeprowadzone w oparciu o 16 CO Kwestionariusz R.B. Cattela, kwestionariusz EPQ-R Eysencka. W pracy zbiorowej studiów nad grafizmem pisma „Grafizm jako forma ekspresji” autorzy poszczególnych opracowań związanych z korelacjami między grafizmem a psychiką stosują m.in. kwestionariusz NEO-FFI Costy i McCrea, kwestionariusz PTS, itp. Wszelkie korelacje są weryfikowane i potwierdzane przez programy badawcze, zaprezentowane w wyżej wspomnianej pracy. Dr Zuzanna Górska, psycholog i grafolog przeprowadziła na największą w świecie skalę badania dotyczące możliwości rozpoznawania poziomu ekstrawersji na podstawie charakterystyk pisma. W kwartalniku Perceptual and Motor Skills ukazał się artykuł z wynikami jej badań. W badaniach uczestniczyły 883 osoby (404 mężczyzn i 479 kobiet), spełniające określone wymagania (m.in. praworęczność, brak zdiagnozowanej dysleksji oraz brak chorób i zaburzeń układu nerwowego). Do analizy danych wykorzystano algorytm SVM (ang. Support Vector Machine, pol. maszyna wektorów nośnych) wraz z procedurą 10-krotnej walidacji krzyżowej. Uzyskane wyniki sugerują możliwość szacowania z dość wysoką dokładnością (powyżej 70%) poziomu ekstrawersji na podstawie analizy pisma. Grafologia jest (w wielce kontrowersyjny sposób) stosowana m.in. w psychologii sądowej, w selekcji zawodowej jako pomoc przy procesie rekrutacji, pracy psychologa, w doradztwie zawodowym i personalnym, w doradztwie partnerskim, w strategiach zarządzania zasobami ludzkimi, w biznesie...

## Ośrodki akademickie
Grafologia jest jednym z przedmiotów wykładanych na Katedrze Kryminalistyki Uniwersytetu Wrocławskiego i Uniwersytetu Śląskiego oraz na Wydziale Prawa Uniwersytetu Warszawskiego i Uniwersytetu Poznańskiego. Jest też wykładana w Instytucie Psychologii UMCS w Lublinie oraz w prywatnych placówkach oświatowych w szkolnictwie wyższym (Bałtycki Instytut Psychologii w Gdańsku, Instytut Psychologii Stosowanej w Warszawie).
Poza granicami  Polski można studiować grafologię między innymi w następujących ośrodkach: Instytut Grafologiczny w Urbino (Włochy), Londyńskie Kolegium Grafologiczne (jednostka szkoleniowa Brytyjskiej Akademii Grafologicznej), Uniwersytet w Lyonie, Instytut Grafologii w Monachium, Czeski Instytut Grafologii, Instytut Grafologii w Sankt Petersburgu, Instytut Grafologii przy Uniwersytecie Ludowym w Rumunii, itp. Obecnie w Polsce jedynym czasopismem poruszającym tematykę psychologii pisma jest kwartalnik "KrymiGRAF" przeznaczony dla biegłych sądowych z zakresu ekspertyzy porównawczej pisma i psychologii pisma.

## Zarzuty
Grafologia jest obiektem ostrej krytyki i zwykle określana jako pseudonauka. Jednym z najczęściej padających oskarżeń jest brak badań potwierdzających jej skuteczność. Dyskusyjna jest również jej weryfikowalność (falsyfikowalność). Nie bez znaczenia jest też konflikt interesów: grafolodzy sprzedają swoje pomysły podpierając je wątpliwymi wynikami badań naukowych.